# 吉原慎一郎
吉原 慎一郎（よしはら しんいちろう、1908年12月7日 - 2009年8月2日）は、日本の建築家。株式会社創和建築設計事務所（現 株式会社創和三幸設計）創業者。
横浜市長であった飛鳥田一雄とは神奈川県立第一中学校（現 神奈川県立希望ヶ丘高等学校）の同窓であり、その縁で横浜市内を中心とした建築物の設計を数多く手がけたことで知られている。

## 略歴
- 1929年 - 横浜国立大学建築学教室（現 建築学科）を卒業
- 1943年 - 株式会社創亜建築事務所を設立
- 1945年 - 株式会社創和建築事務所に改称
- 1980年9月 - 企業組合創和設計を設立

## 主な作品
- 日本貿易博覧会三角塔（1949年） - 現存しない
- 横浜市戦没者慰霊塔（1953年）[3]
- 崎陽軒シウマイショップ（1955年）[4] - 現存しない
- 神奈川県立川崎図書館（1958年）[5]
- 岡倉天心生誕記念碑（1958年）
- 直木三十五文学碑（1960年）
- 横浜銀行協会 - 1965年に4階を増築した際に、増築部分の設計を担当[6]
- 野毛都橋商店街ビル（1964年） - 横浜市の歴史的建築物に認定[7]
- 日本万国博覧会ワシントン州館（1970年） - 現存しない
- 横浜市営地下鉄（1972年） - 建築デザインを担当[8]
- 横浜スタジアム（1978年）[2]

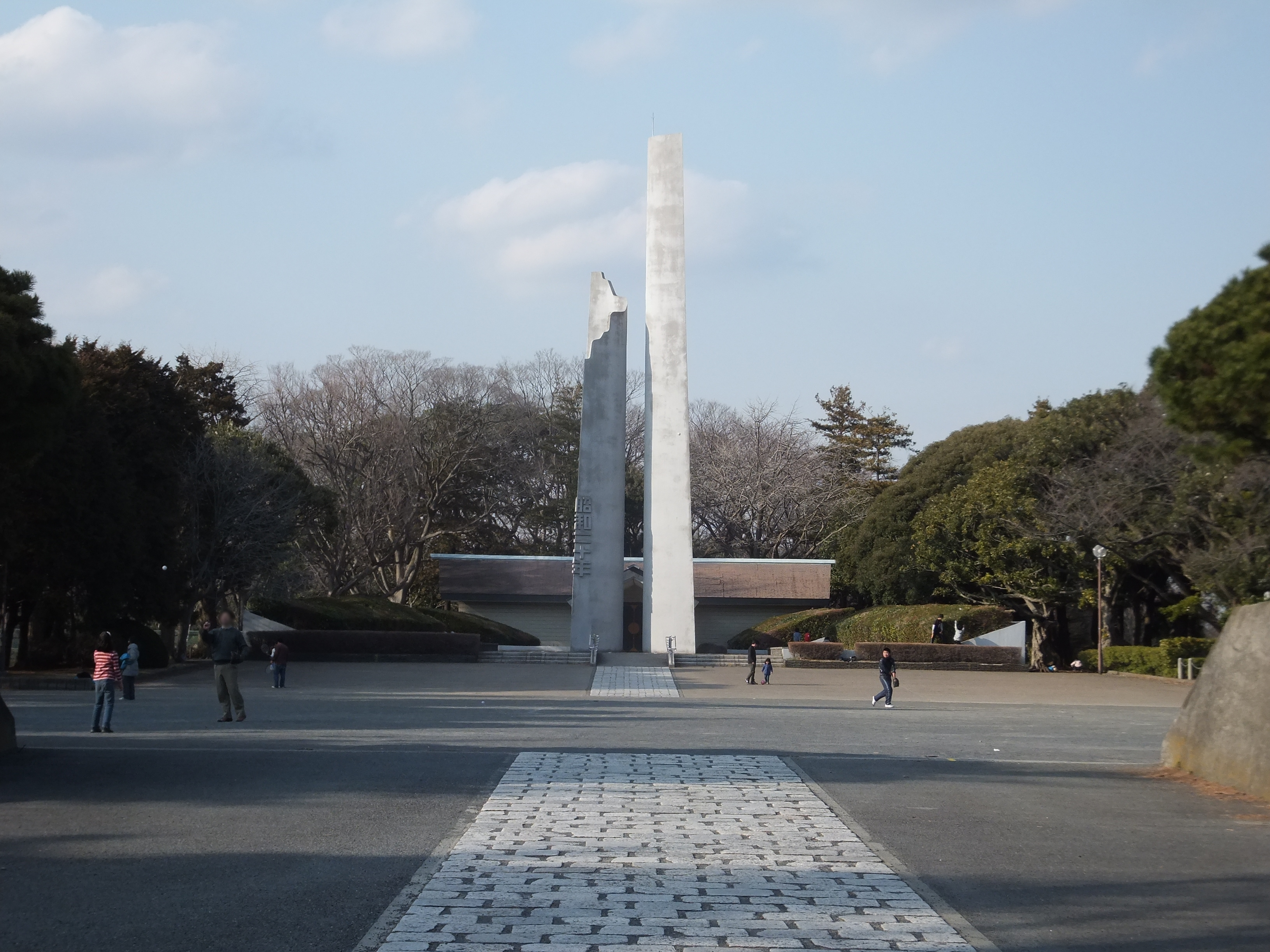
横浜市戦没者慰霊塔
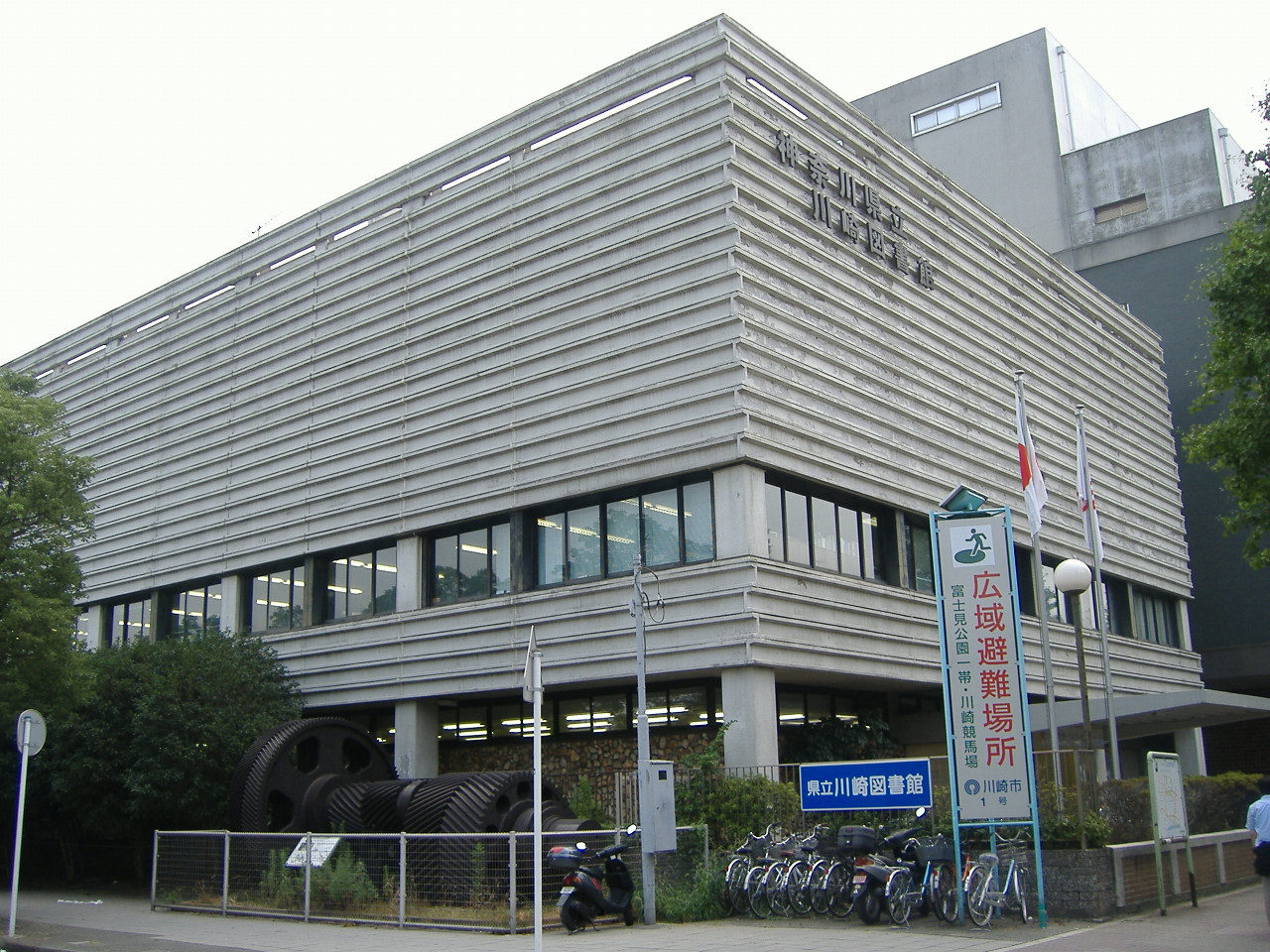
神奈川県立川崎図書館
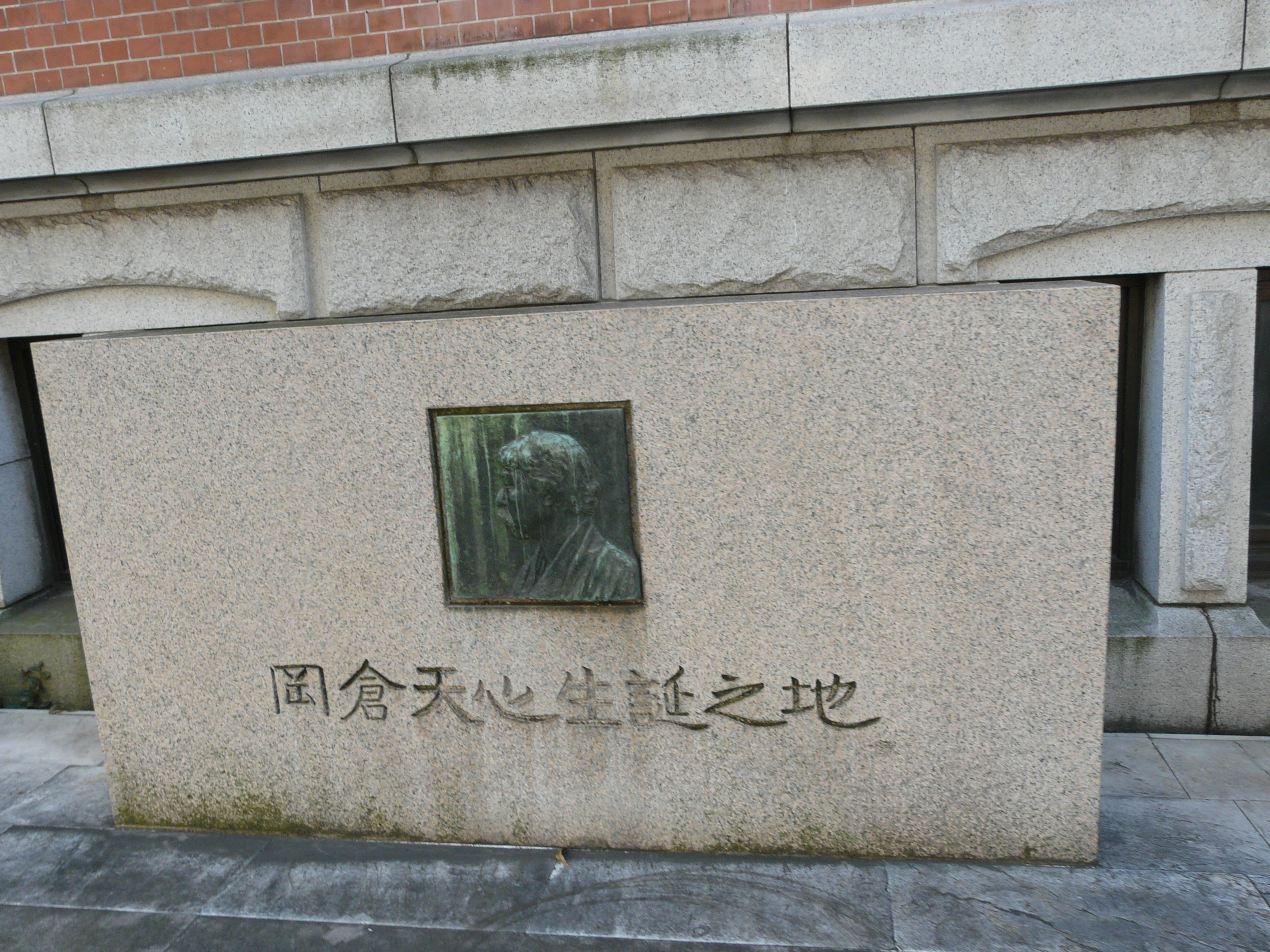
岡倉天心生誕記念碑
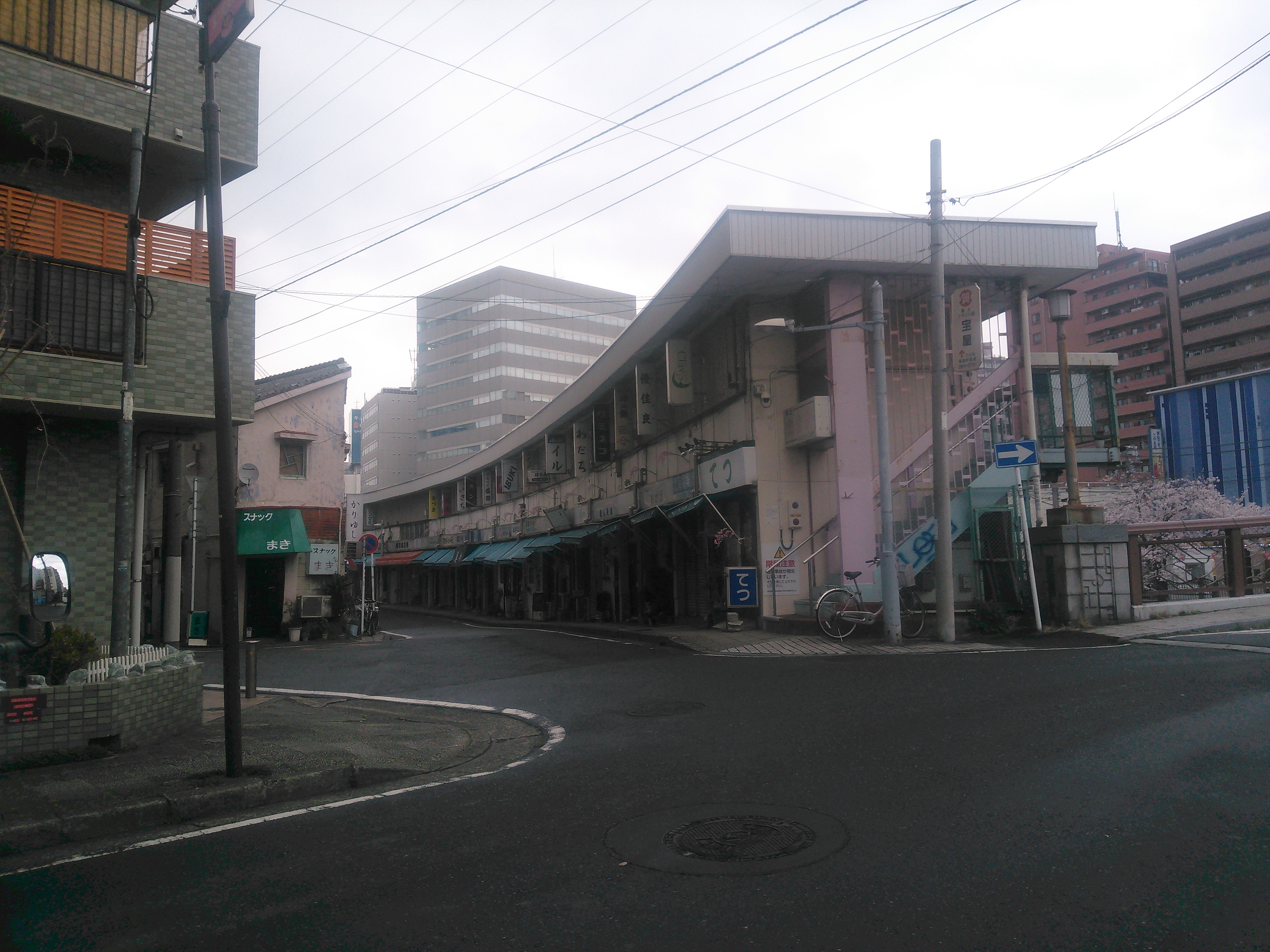
野毛都橋商店街ビル
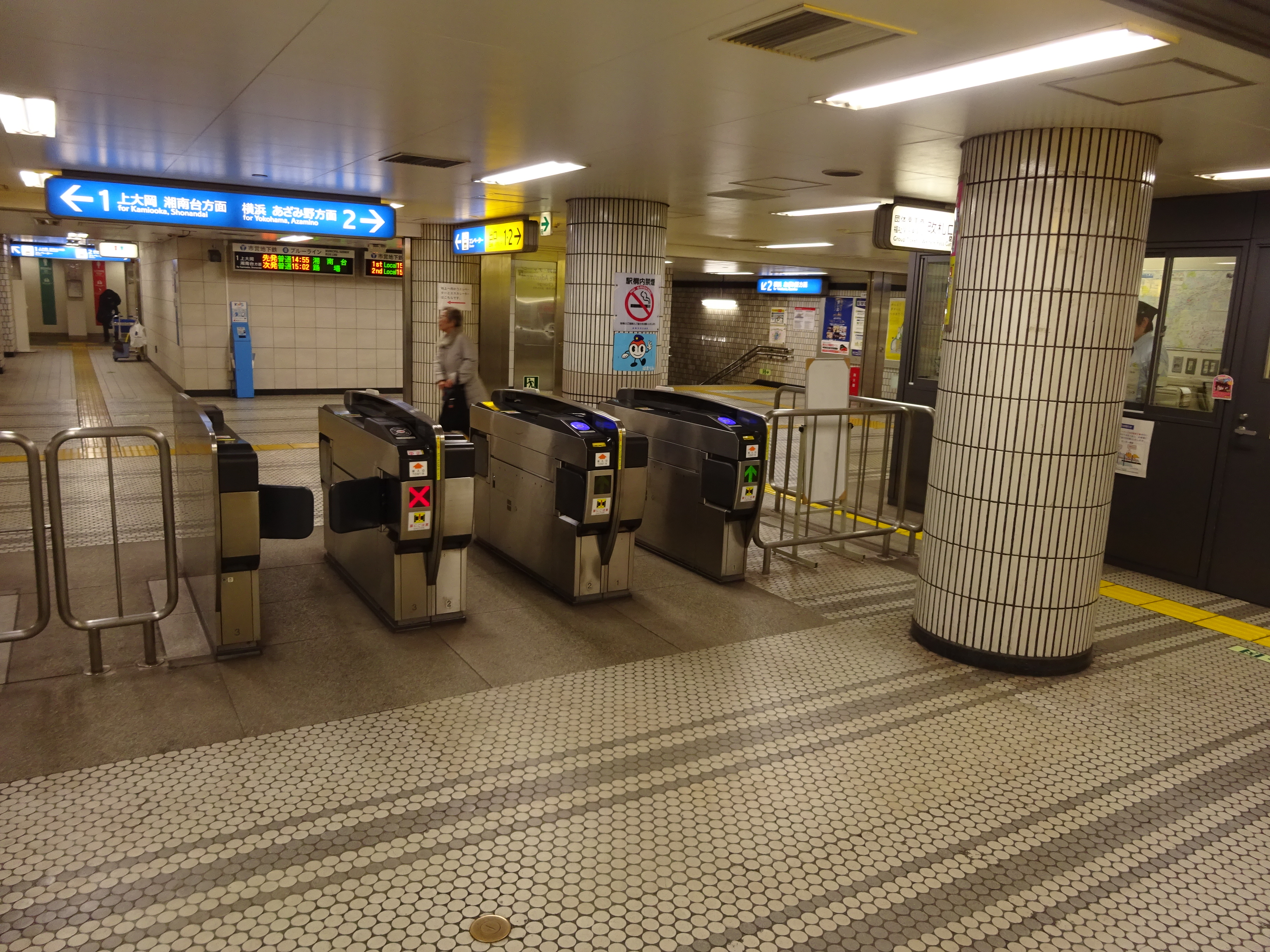
横浜市営地下鉄 蒔田駅改札口
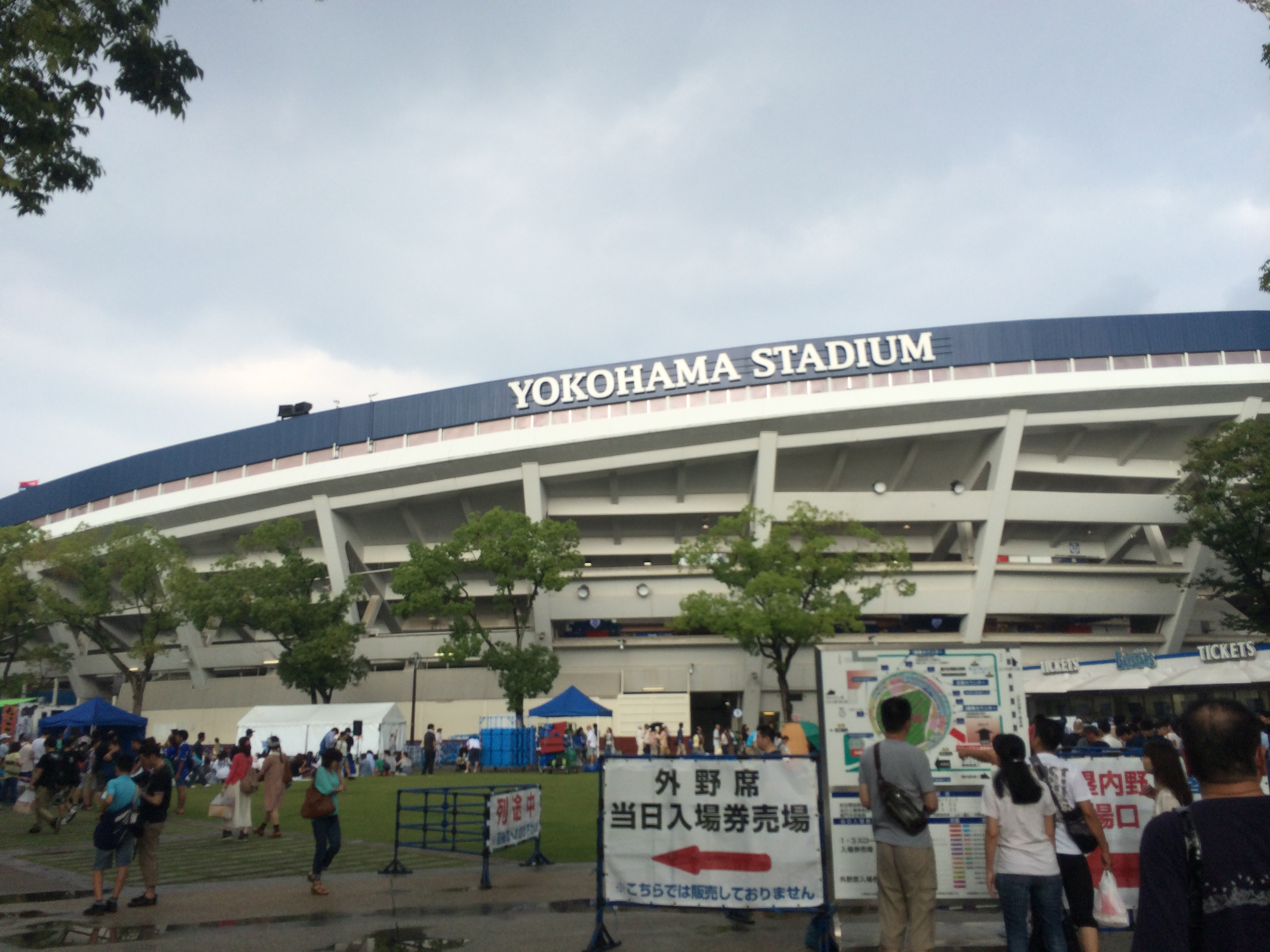
横浜スタジアム

## 著書
- デーヴィド・ルーイス「都市構造の論理」彰国社、1974年 - 吉原慎一郎・高橋志保彦 訳